# Pouteria multiflora
Pouteria multiflora là một loài thực vật có hoa trong họ Hồng xiêm. Loài này được (A.DC.) Eyma miêu tả khoa học đầu tiên năm 1936.